# Playoff

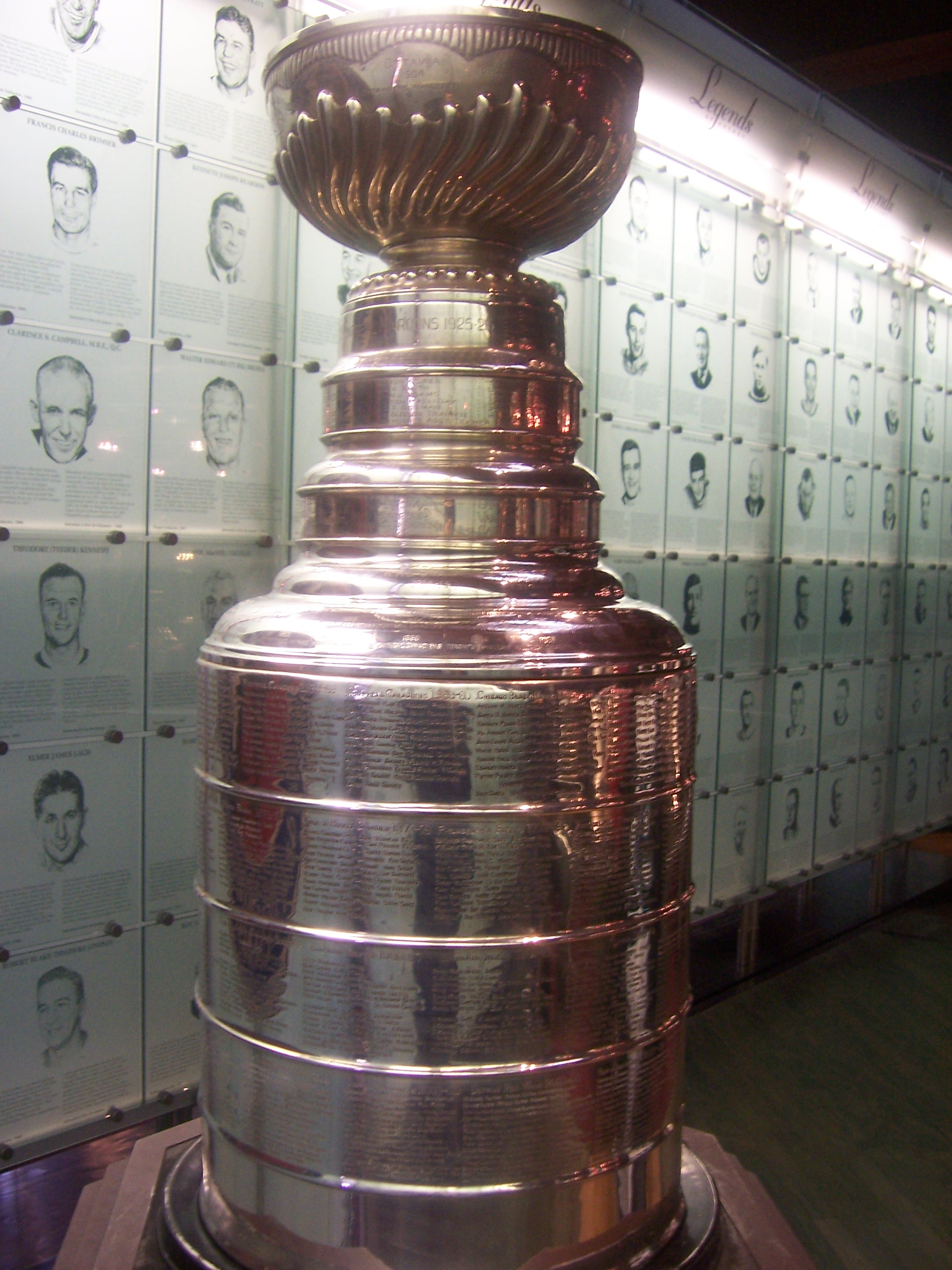
Pohár

Playoff (též play off či play-off) je specifická část herního systému některých sportovních soutěží, která rozhoduje o celkovém vítězi dané soutěže. Playoff následuje po základní části soutěže, v níž se mužstva obvykle utkávají ve skupinách nebo systémem vzájemných zápasů principem každý s každým.

## Popis principu playoff
V rámci playoff jsou mužstva rozdělena do dvojic podle určitého klíče. V rámci jedné dvojice odehrají mužstva předepsaný počet vzájemných utkání (jedno či více) a každé z těchto utkání musí mít svého vítěze; remízy nejsou přípustné. Pokud je předepsáno jen jedno utkání, postupuje do dalšího kola playoff vítěz tohoto utkání. Pokud je ovšem předepsáno více vítězných utkání, sehrají spolu mužstva v rámci dané dvojice tolik utkání, než jeden ze soupeřů dosáhne potřebného počtu vítězných zápasů. Ten pak postoupí do dalšího kola playoff. V něm je opět spárován s postupujícím z jiné dvojice a výše uvedený princip vítězného zápasu nebo procedura k dosažení vyššího počtu vítězných zápasů se opakuje.
Pokud se daná fáze playoff hraje na více vítězných zápasů a jedno mužstvo nashromáždí v rámci série utkání dané dvojice již tolik vítězství, že už nemůže být soupeřícím mužstvem v počtu vítězství předstiženo, zbývající zápasy této dvojice se již neodehrávají a mužstvo s vyšším počtem vítězství postupuje do další fáze soutěže.
Systém, jakým jsou tvořeny jednotlivé dvojice, na stadion kterého týmu z dvojice se utkání sehraje a počet utkání, které je potřeba vyhrát k postupu do další fáze turnaje, udávají propozice pro konkrétní soutěž. Počet vítězných utkání potřebných pro postup do dalšího kola playoff navíc nemusí být v rámci jednotlivých fází celé soutěže stejný. Příkladem je playoff Extraligy ledního hokeje, které se v předkole hraje na tři vítězná utkání a v dalších fázích soutěže již na čtyři vítězství.

## Využití systému playoff
Systém playoff je aplikován na velkých turnajích (například mistrovství světa nebo kontinentu) v kolektivních hrách nebo v dlouhodobých ligových soutěžích těchto her, zvláště v případě ligových soutěží pořádaných ve Spojených státech.

## Playoff v severní Americe
Ve Spojených státech a Kanadě vedly velké vzdálenosti mezi sídly jednotlivých sportovních klubů účastnících se dané soutěže k tomu, že byly v ligových soutěžích vytvářeny různé regionální skupiny (obvykle nazývané divize a slučované do konferencí). V průběhu základní části se obvykle hraje více zápasů mezi týmy z jedné divize než mezi týmy z různých divizí nebo konferencí. Playoff pak bylo chápáno jako nástroj k vyrovnání šancí na celkovou výhru pro všechny týmy. Původně ho hráli pouze vítězové skupin, později i týmy z nižších příček tabulek.
Mezi nejvíce sledované playoff v USA jsou playoff NHL o Stanley Cup, playoff basketbalové NBA nebo playoff v americkém fotbalu NFL vrcholící Super Bowlem. Nejstarší playoff se hraje v baseballové MLB, kde se finálová Světová série uskutečnila poprvé už v 80. letech 19. století. Playoff převzala i později založená fotbalová Major League Soccer, přestože jinak není ve světě ve fotbalových soutěžích (kromě některých mezinárodních, jako je Liga mistrů UEFA nebo mistrovství světa či kontinentů) princip playoff užíván.

## Playoff v Evropě
Do Evropy se dostalo playoff především převzetím ze Spojených států. Bylo vzorem pro závěry soutěží v hokeji a halových míčových hrách, jako jsou basketbal, házená, volejbal, hokej, florbal a další.
Jinou cestou se dostalo playoff také do různých evropských pohárů. Ty se totiž pravidelně hrály vyřazovacím systémem. Od 90. let 20. století ale některé začaly - hlavně po vzoru fotbalové Ligy mistrů - zahajovat své soutěže turnaji ve skupinách, na které pak navazovalo playoff, obvykle hrané v sérii dvou zápasů, z nichž do dalšího kola postupoval tým s lepším celkovým výsledkem. Některé soutěže pak ještě přijaly systém závěrečného finálového turnaje, jehož nejznámějším příkladem je basketbalové Final Four.
Někdy se anglickým termínem playoff v Evropě nebo v celosvětovém měřítku označuje i souboj mezi nejslabšími týmy ze soutěže vyšší úrovně a nejlepšími týmy ze soutěže nižší úrovně, pro které se ale v češtině používá název baráž.

## Playoff v České republice
V současné době se playoff hraje v následujících sportech a jejich soutěžích:
- lední hokej
  - Extraliga ledního hokeje
  - 1. hokejová liga
  - 2. hokejová liga
- florbal
  - Superliga florbalu (mužů) a Extraliga žen
  - 1. florbalová liga mužů a žen
- volejbal
  - Extraliga volejbalu žen a mužů
- basketbal
  - Národní basketbalová liga žen a mužů
- házená
  - Extraliga házené mužů a žen
- baseball
  - Baseballová extraliga
- softbal
  - 1. česká softbalová liga žen a mužů

## Playoff na světových šampionátech
Systém playoff se používá i na mistrovstvích světa (například ve fotbale nebo ledním hokeji).